# Neue Traunsteiner Hütte
La Neue Traunsteiner Hütte est un refuge de montagne du Club alpin allemand dans les Alpes de Berchtesgaden, qui se situe sur le Reiter Alm, à proximité de la frontière entre l'Autriche (land de Salzbourg) et l'Allemagne (Bavière). Le refuge est parfois appelé Karl-Merkenschlager-Haus et se situe dans la municipalité de Schneizlreuth dans le parc national de Berchtesgaden. C'est une base centrale pour les alpinistes qui veulent gravir les sommets du Reiter Alm. À quelques centaines de mètres se trouve l'Alte Traunsteiner Hütte en Autriche, qui n'est pas ouvert au public et sert maintenant de centre de formation pour la section de Traunstein. Le nouvel abri est construit en 1938 et est rénové pour la dernière fois en 1984.

## Sites à proximité
- D'Oberjettenberg (660 m), village de Schneizlreuth, par le Schrecksattel, facile, temps : 4 h.
- De la Schwarzbachwacht (860 m), sur la B 305 par le Wachterlsteig, en partie raide, temps : 3 h.
- Du Hintersee (800 m), près de Ramsau bei Berchtesgaden par l'Eisbergscharte et l'Eisbergalm, moyen, temps : 5 h.
- De Reit près d'Unken (600 m), par l'Alpasteig et l'Alpa-Alm, moyen, temps : 4 h.

Autres refuges
- Le Blaueishütte (1 680 m), par l'Edelweißlahnerkopf, le Hintersee et le Schärtenalm, moyen, temps : 8 h.
- Le Bergheim Hirschbichl (1 180 m), par le Mayrbergscharte, le Schaflsteig et l'Engertalm, difficile, temps : 6 h.

Ascensions
- Großer Weitschartenkopf (1 980 m) par la fac sud, moyen, temps : 1 h.
- Drei Brüder (1 865 m) par la face sud-est, moyen, temps : 1 h.
- Großes Häuselhorn (2 284 m) par le Roßgasse et la face nord, moyen, temps : 2 h.
- Wagendrischelhorn (2 241 m) par le Roßgasse et la face nord, moyen, temps : 2 h.
- Stadelhorn (2 288 m) über Roßgasse et le Mayrbergscharte, moyen, temps : 3 h 30.
- Edelweißlahnerkopf (1 953 m) par le plateau, moyen, temps : 2 h 30.
- Schottmalhorn (2 045 m) par le plateau, moyen, temps : 3 h 30.